# شرکت مالی غیربانکی
شرکت‌های مالی غیربانکی (انگلیسی: Non-bank financial companies (NBFCs)) نهادهای مالی هستند که خدمات بانکداری را بدون برآورده سازی تعریف قانونی بانک ارائه می‌دهد یعنی نهادی که جواز بانکی ندارد. این نهادها معمولاً از دریافت سپرده از عموم بخاطر حوزه قضایی محدود می‌شوند. با اینحال، عملیات این نهادها اغلب تحت مقررات بانکداری کشور تحت پوشش قرار می‌گیرند.
محصولات بانکداری خاص ، توسط شرکت‌های مالی غیربانکی با توجه بر حوزه قضایی ارائه می‌شود که شامل خدماتی همچون وام و تسهیلات اعتباری، محصولات پس اندازی، سرمایه‌گذاری و خدمات انتقال پول هستند. در برخی حوزه‌های قضایی همچون نیوزیلند، هر شرکتی می‌تواند در تجارتهای بانکی درگیر شود به جز اینکه مجاز به استفاده از کلمه بانک در نامشان نمی‌باشند. یک شرکت می‌تواند تنها زمانی خودش را بانک بنامد که توسط بانک ملی مرکزی به ثبت رسد.

## خدمات ارائه شده
شرکت‌های مالی غیربانکی اکثر گونه‌های خدمات بانکی همچون وام، تسهیلات اعتباری، منابع مالی آموزش خصوصی، برنامه‌ریزی بازنشستگی، تجارت در بازارهای پولی، سهام تعهد پذیره نویسی شده، گواهی سرمایه‌گذاری مدت دار و دیگر الزامات را ارائه می‌دهند. این نهادها همچنین مدیریت ثروت همچون مدیریت پورتفوی سهام، خدمات تحفیف همچون تحفیف ابزار و مشاوره به فعالیت‌های ادغام و اکتساب را ارائه می‌دهند. تعداد شرکت‌های مالی غیربانکی بشدت در چند سال اخیر گسترده شده‌اند چنان‌که شرکت‌های سرمایه‌گذاری ریسک پذیر، شرکت‌های صنعتی و خرده فروشی وارد تجارت اعطای وام می‌شوند. نهادهای غیربانکی هم از سرمایه‌گذاری در مالکیت حمایت نموده و مطالعات صنعتی، بازاری یا امکان‌پذیری را برای شرکت‌ها آماده می‌کنند.
با اینحال آن‌ها معمولاً مجاز به سپرده گذاری از افراد عمومی نبوده و مجبورند تا وسایل دیگری سرمایه‌گذاری برای عملیاتهایشان را بیابند که همچون صدور اسناد بدهی است.

## مقررات
از نظر NC اروپایی، دستورالعمل خدمات پرداخت یک ابتکار قانونی از کمیسیون اروپایی است تا خدمات پرداخت و ارائه دهندگان خدمات پرداخت را از طریق اتحادیه اروپا و منطقه اقتصادی یوروآف قانوتی می‌کنند. دستورالعمل خدمات پرداختی تشریح می‌کند که کدام نوع سازمان‌ها می‌تواند خدمات پرداختی را در اروپا ارائه دهند (موسسات اعتباری (یعنی بانک) و مراجع معین (مثلاً بانکهای مرکزی، نهادهای دولتی)، موسسات پولی الکترونیکی و همچنین می‌تواند گروه جدیدی از موسسات پرداختی را ایجاد نمایند)
سازمانهایی که موسسات اعتباری یا موسسات پولی الکترونیکی نیستند می‌توانند برای جواز مؤسسه پرداختی در هر کشور اتحادیه اروپا درخواست نمایند و سپس خدمات پرداختیشان را به کشورهای عضو دیگر در اتحادیه اروپا بدهند.

## طبقه‌بندی
با توجه بر ساختار مسئولیتی آنها، شرکت‌های مالی غیربانکی به دو گروه تقسیم می‌شوند: ۱- گروه شرکت‌های الف (شرکت‌های مالی غیربانکی سپرده‌های عمومی را می‌پذیرند) و ۲- گروه شرکت‌های ب (شرکت‌های مالی غیربانکی از سپرده‌های عمومی ایجاد نمی‌شوند)
شرکت‌های مالی غیر بانکی از سپرده‌های عمومی، دستخوش الزامات کفایت سرمایه، حفظ داراییهای نقدینگی، هنجارهای افشا (شامل محدودیتهای افشا به سرمایه کذاری در زمین، ساختمان و سهام غیرمظنه‌ای) اصل ALM و الزامات گزارش دهی هستند. در مقابل، تا ۲۰۰۶، شرکت‌های مالی غیربانکی بدون سپرده در معرض حداقل مقررات قرار دارند. از ۱ آوریل ۲۰۰۷، شرکت‌های مالی غیربانکی بدون سپرده که دارایی دارایی بیش از ۱ میلیاردی هستند بطور شرکت‌های مالی غیربانکی بدون سپرده مهم نظام مند طبقه‌بندی می‌شوند و مقررات احتیاطی همچون الزامات کفایت سرمایه و هنجارهای افشا همراه با الزامات گزارش دهی به آن‌ها اعمال می‌شوند. گزارش دهی مدیریت بدهی دارایی و هنجارهای افشا در نکات مختلف زمانی به آن‌ها اعمال می‌شوند.
با توجه بر ماهیت فعالیت‌ها، شرکت‌های مالی غیربانکی در گروه‌های زیر طبقه‌بندی می‌شوند:
1. موسسات مالی توسعه
2. شرکت‌های لیزینگ
3. شرکت سرمایه‌گذاری
4. شرکت‌های مدارابا (Modaraba companies)
5. شرکت‌های مالی داخلی (House finance companies)
6. شرکت‌های سرمایه‌گذاری خطرپذیر
7. مراکز تخفیف و تضمین (Discount & guarantee houses)
8. شرکت‌های توسعه اشتراکی